# Bryan López
Bryan Steven López Ramírez (Poás, 6 de junio de 1990) es un futbolista costarricense. Juega como delantero en el H&H Export Sébaco de la Primera División de Nicaragua.
Su hermano Allan López también es futbolista y militó en la Segunda División con el Municipal Grecia, entre otras

## Carrera

### Trayectoria
Bryan López debutó en la  Primera División en el 2008 a sus 18 años, con el equipo de la Asociación Deportiva Carmelita, donde se mantuvo hasta el torneo corto de Verano 2013.
Para los torneos cortos del 2013 al 2015, López fue contratado por el Club Sport Cartaginés. Sin embargo, luego de tener poca participación con el equipo blanquiazul, fue cedido a préstamo al Belén FC para el torneo de Invierno 2014. 

## Clubes
| Club                           | País       | Año         |
| ------------------------------ | ---------- | ----------- |
| Asociación Deportiva Carmelita | Costa Rica | 2008 - 2013 |
| Club Sport Cartaginés          | Costa Rica | 2013 - 2014 |
| Belén FC (Préstamo)            | Costa Rica | 2014        |
| Belén FC                       | Costa Rica | 2015 - 2017 |
| Liga Deportiva Alajuelense     | Costa Rica | 2017        |
| Municipal Pérez Zeledón        | Costa Rica | 2018        |
| Santos de Guápiles             | Costa Rica | 2018 - 2021 |
| Sporting Football Club         | Costa Rica | 2022-2023   |
| Puntarenas Fútbol Club         | Costa Rica | 2023 - 2024 |
| Real Estelí Fútbol Club        | Nicaragua  | 2024        |
| H&H Export Sébaco              | Nicaragua  | 2025-act.   |